# Kubo-san wa mob o yurusanai
Kubo-san wa mob o yurusanai (久保さんは僕モブを許さない? lett. "Kubo non mi lascia essere invisibile"), è un manga scritto e disegnato da Nene Yukimori, serializzato sulla rivista Weekly Young Jump di Shūeisha dal 24 ottobre 2019 al 2 marzo 2023. Dall'opera è stata tratta una serie anime, prodotta da Pine Jam e andata in onda dal 10 gennaio al 20 giugno 2023.

## Trama
Junta Shiraishi è uno studente delle superiori e tutti quelli che lo circondano spesso non lo notano a causa della sua mancanza di presenza. La mancanza di presenza di Junta è così grave che la gente pensa che il suo posto in classe sia sempre vuoto e presume erroneamente che salti spesso la scuola. Solo una ragazza di nome Nagisa Kubo riesce ad accorgersi della sua presenza. Ma, sfortunatamente per lui, a Nagisa piace prenderlo in giro e metterlo in situazioni imbarazzanti.

## Personaggi
Nagisa Kubo (久保 渚咲?, Kubo Nagisa)
Doppiata da: Kana Hanazawa
Nagisa è la protagonista della serie. Nagisa è molto giocosa e birichina. ha lunghi capelli viola e una corporatura snella. Le piace prendere in giro Junta Shiraishi e si allude al fatto che provi dei sentimenti per lui.
Junta Shiraishi (白石 純太?, Shiraishi Junta)
Doppiato da: Kengo Kawanishi
Come Nagisa, anche Junta è il protagonista. Ha i capelli castani lunghi fino al mento e i suoi occhi sono piccoli punti neri. Gli manca quasi ogni tipo di presenza, quindi le persone spesso lo trascurano o presumono che non ci sia. All'inizio, Junta era un po' pessimista e apatico. Era infastidito dalle continue prese in giro di Nagisa e si era abituato al fatto che nessuno potesse mai notarlo.
Akina Kubo (久保 明菜?, Kubo Akina)
Doppiata da: Miku Itō
Akina è la sorella maggiore di Nagisa. Akina ha i capelli e gli occhi corti e rossi. Indossa un grembiule nero sopra una camicia bianca, pantaloni scuri e scarpe. Akina ha un carattere molto rumoroso e giocoso.
Saki Kubo (久保 沙貴?, Kubo Saki)
Doppiata da: Sora Amamiya
Saki è la cugina di Nagisa. Ha i capelli e gli occhi blu. È molto responsabile e sa cucinare. Ammira molto sua cugina Nagisa e si ispira a lei come esempio di persona.
Hazuki Kudō (工藤 葉月?, Kudō Hazuki)
Doppiata da: Ai Kakuma
Hazuki è la migliore amica di Nagisa e compagno di classe di Junta. È una studentessa alta delle superiori con i capelli e gli occhi neri. Hazuki è una persona calma e matura che spesso è brava a nascondere le sue emozioni e può essere vista come una "figura materna" per Nagisa e Tamao Sembra essere una persona sarcastica ma sincera che cerca sempre di prendersi cura dei suoi due amici.
Tamao Taira (平 玉緒?, Taira Tamao)
Doppiata da: Ayana Taketatsu
Hazuki è, come Hazuki la migliore amica di Nagisa e compagno di classe di Junta.
Yoshie Shiraishi (白石 由恵?, Shiraishi Yoshie)
Doppiata da: Mamiko Noto
Seita Shiraishi (白石 誠太?, Shiraishi Seita)
Doppiata da: Mariya Ise
Unzen-sensei (雲仙先生?)
Doppiato da: Naoki Tatsuta
Unzen-sensei è l'insegnante di classe di Nagisa e Junta. È molto basso e ha i capelli bianchi solo nelle parti laterali della sua testa.

## Media

### Manga
Scritto e disegnato da Nene Yukimori, il manga è stato serializzato su Weekly Young Jump di Shueisha dal 24 ottobre 2019 al 2 marzo 2023. I capitoli sono stati raccolti in dodici volumi tankobon pubblicati dal 19 febbraio 2020 al 18 aprile 2023.

#### Volumi
| Nº | Data di prima pubblicazione | Data di prima pubblicazione | Data di prima pubblicazione |
| Nº | Giapponese                  | Giapponese                  |                             |
| -- | --------------------------- | --------------------------- | --------------------------- |
| 1  | 19 febbraio 2020            | ISBN 978-4-08-891476-3      |                             |
| 2  | 19 giugno 2020              | ISBN 978-4-08-891550-0      |                             |
| 3  | 18 settembre 2020           | ISBN 978-4-08-891654-5      |                             |
| 4  | 19 febbraio 2021            | ISBN 978-4-08-891781-8      |                             |
| 5  | 18 giugno 2021              | ISBN 978-4-08-892009-2      |                             |
| 6  | 17 settembre 2021           | ISBN 978-4-08-892073-3      |                             |
| 7  | 19 novembre 2021            | ISBN 978-4-08-892118-1      |                             |
| 8  | 18 febbraio 2022            | ISBN 978-4-08-892214-0      |                             |
| 9  | 18 maggio 2022              | ISBN 978-4-08-892299-7      |                             |
| 10 | 16 settembre 2022           | ISBN 978-4-08-892432-8      |                             |
| 11 | 19 dicembre 2022            | ISBN 978-4-08-892567-7      |                             |
| 12 | 18 aprile 2023              | ISBN 978-4-08-892662-9      |                             |

### Anime

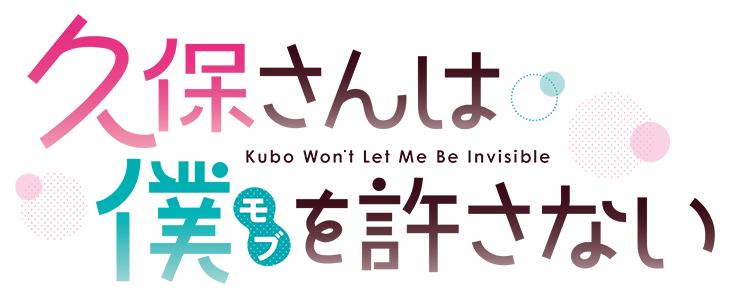
Logo della serie

L'anime è stato annunciato il 23 maggio 2022. È prodotto dallo studio Pine Jam e diretto da Kazuomi Koga, la composizione della serie è a cura di Yūya Takahashi, il character design è curato da Yoshiko Saitō e la colonna sonora è composta da Kujira Yumemi. La serie è andata in onda dal 10 gennaio al 20 giugno 2023 su AT-X, Tokyo MX, BS11 e MBS. La sigla di apertura è Dramatic janakutemo (ドラマチックじゃなくても? lett. "Anche se non è drammatico") di Kana Hanazawa, mentre la sigla di chiusura è Kasuka de tashika (かすかでたしか? lett. "Debole e sicuro") del gruppo giapponese Dialogue+.

#### Episodi
| Nº | Giapponese 「Kanji」 - Rōmaji                                 | In onda          | In onda |
| Nº | Giapponese 「Kanji」 - Rōmaji                                 | Giapponese       |         |
| 1  | 「ヒロイン女子とモブ男子」 - Hiroin joshi to mobu danshi      | 10 gennaio 2023  |         |
| 2  | 「ハードラックと自宅訪問」 - Hādo rakku to jitaku hōmon       | 17 gennaio 2023  |         |
| 3  | 「凡者の贈り物」 - Bonja no okurimono                         | 24 gennaio 2023  |         |
| 4  | 「赤いハートと送り主」 - Akai hāto to okurinushi              | 31 gennaio 2023  |         |
| 5  | 「ホワイトデーと感情の宛先」 - Howaito dē to kanjō no atesaki | 7 febbraio 2023  |         |
| 6  | 「保健室と主人公」 - Hokenshitsu to shujinkō                  | 14 febbraio 2023 |         |
| 7  | 「お泊まり会と次の学年」 - Otomarikai to tsugi no gakunen     | 16 maggio 2023   |         |
| 8  | 「お花見とすれ違い」 - Ohanami to surechigai                  | 23 maggio 2023   |         |
| 9  | 「新学期とクラス替え」 - Shin gakki to kurasugae              | 30 maggio 2023   |         |
| 10 | 「背比べと壁ドン」 - Seikurabe to kabedon                     | 6 giugno 2023    |         |
| 11 | 「映画館と表情筋」 - Eigakan to hyōjōkin                      | 13 giugno 2023   |         |
| 12 | 「主役とお祝い」 - Shuyaku to oiwai                           | 20 giugno 2023   |         |

## Accoglienza
Nel 2020, Kubo-san wa mob o yurusanai è stato candidato nella sesta edizione dei Next Manga Award e si è classificato al 19° posto su 50 nominati con 9 306 voti. Nel 2021, la serie è stata nuovamente candidata nella settima edizione dei Next Manga Award e si è piazzata al 7º posto su 50 nominati.
L'adattamento anime ha ricevuto un'accoglienza contrastante. Cy Catwell di Anime Feminist, recensendo il primo episodio, ha paragonato la serie a Komi Can't Communicate e Don't Toy with Me, Miss Nagatoro, affermando che Kubo ama prendere in giro Junta come una "forma di bullismo/flirt leggero", ha notato i momenti di tenerezza, la bella semplicità e ha definito carina la storia d'amore tra adolescenti, ma ha espresso disagio per il "disagio di Junta nei confronti delle azioni di Kubo" e non ha consigliato la serie. Nicholas Dupree di Anime News Network ha espresso un giudizio più positivo sulla serie, recensendo tutti e dodici gli episodi. Ha osservato che, sebbene la serie non sfidi le convenzioni di genere, si tratta di una "commedia tranquilla" incentrata sui dialoghi e sulla chimica tra i due protagonisti. Dupree l'ha definita "pura leggerezza", dolce e divertente, avvicinandosi al "regno dell'iyashikei" nei suoi momenti più suggestivi. Ha elogiato Shiraishi per essere diventato più relazionabile e ha descritto la serie come affascinante, artigianale e un'"esperienza gratificante" per coloro che riescono a connettersi con la sua energia pastosa.